# Francisco Dumont
Francisco Dumont este un oraș în Minas Gerais (MG), Brazilia.